# (90414) Karpov
(90414) Karpov ist ein Asteroid des inneren Hauptgürtels, der am 19. Dezember 2003 vom spanischen Astronomen Rafael Ferrando am Observatorio Pla D’Arguines (IAU-Code 941) in Segorbe, Provinz Valencia entdeckt wurde.
Es wird vermutet, dass (90414) Karpov im weiteren Sinne zur Vesta-Familie gehören könnte, einer großen Gruppe von Asteroiden, benannt nach (4) Vesta, dem zweitgrößten Asteroiden und drittgrößten Himmelskörper des Hauptgürtels. Die zeitlosen (nichtoskulierenden) Bahnelemente von (90414) Karpov sind fast identisch mit denjenigen des, wenn man von der Absoluten Helligkeit von 14,5 gegenüber 16,1 mag ausgeht, größeren Asteroiden (39255) 2000 YA119.
(90414) Karpov wurde nach Anatoli Karpow, dem zwölften Schachweltmeister, benannt. Die Benennung erfolgte am 21. Juli 2005. Aus Anlass des 25-jährigen Jubiläums der Schachweltmeisterschaft 1984/85 spielte Karpow im September 2009 in Valencia gegen Garri Kasparow ein Schnell- und Blitzschachturnier. Eine Gruppe Astronomen aus Segorbe mit Rafael Ferrando überreichte Karpow während des Turniers ein Poster mit der Abbildung des Asteroiden sowie eine Nachbildung des Asteroiden aus Stein.